# 細川常元
細川 常元（ほそかわ つねもと）は、戦国時代から安土桃山時代にかけての武将。細川和泉上守護家出身。『地下家伝』では和泉守護とされるが詳細は不明。